# 舉起勝利者

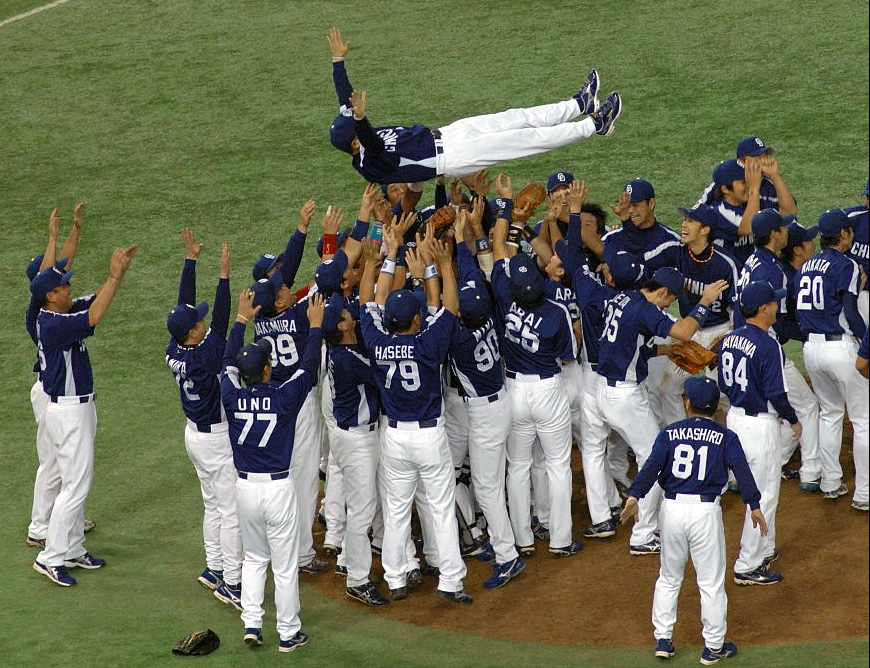
棒球比賽獲勝被舉起的領隊

舉起勝利者是在體育及選舉獲勝、表演圓滿、成績放榜等場合，將主角舉起並拋向半空的慶祝方式，作為對球隊經理、領隊或關鍵成功人物的獎勵。
然而抬起人的情況下，曾有過誤解投擲的次數、喝醉酒、惡作劇等原因，而出現過摔倒砸頭致死，或是骨折、脊髓損傷等重傷的案例。

## 另見
- 歡呼萬歲
- 噴香檳（日语：シャンパンファイト）
- 蛋糕涂脸（英语：Pieing）